# Мусса Діарра (футболіст, 2000)
Мусса Діарра (фр. Moussa Diarra, нар. 10 листопада 2000, Стен, Франція) — малійський футболіст, захисник іспанського клубу «Алавес» та національної збірної Малі.

## Ігрова кар'єра

### Клубна
Мусса Діарра є вихованцем французького клубу «Тулуза», де починав грати з молодіжних команд. У квітні 2019 року футболіст підписав з клубом професійний контракт. У першій команді Діарра дебютував у жовтні 2019 року у матчі Кубка ліги проти «Ніора».
У сезоні 2021/22 у складі «Тулузи» Діарра виграв турнір Ліги 2 та підвищився в класі до Ліги 1. За результатами сезону 2022/23 Мусса Діарра разом з клубом став переможцем Кубка Франції.
18 липня 2024 року підписав чотирирічний контракт з іспанським «Алавесом».

### Збірна
У вересні 2022 року у товариському матчі проти команди Замбії Мусса Діарра дебютував у національній збірній Малі.

## Статистика виступів

### Статистика виступів за збірну
Станом на 24 січня 2024 року
| Дата       | Місто      | Господарі         | Результат | Гості        | Турнір                                        | Голи | Примітки |
| ---------- | ---------- | ----------------- | --------- | ------------ | --------------------------------------------- | ---- | -------- |
| 28-3-2023  | Касабланка | Гамбія            | 1 – 0     | Малі         | Відбір до Кубка африканських націй 2023       | -    |          |
| 17-10-2023 | Портіман   | Саудівська Аравія | 1 – 3     | Малі         | товариський матч                              | -    |          |
| 6-1-2024   | Бамако     | Малі              | 6 – 2     | Гвінея-Бісау | товариський матч                              | -    | 46'      |
| 24-1-2024  | Сан-Педро  | Намібія           | 0 – 0     | Малі         | Кубок африканських націй 2023 - груповий етап | -    | 68'      |
| Усього     |            | Матчів            | 4         |              | Голів                                         | 0    |          |

## Титули
Тулуза
- Переможець Ліга 2: 2021/22

 Переможець Кубка Франції: 2022/23